# کرب ماینینگ

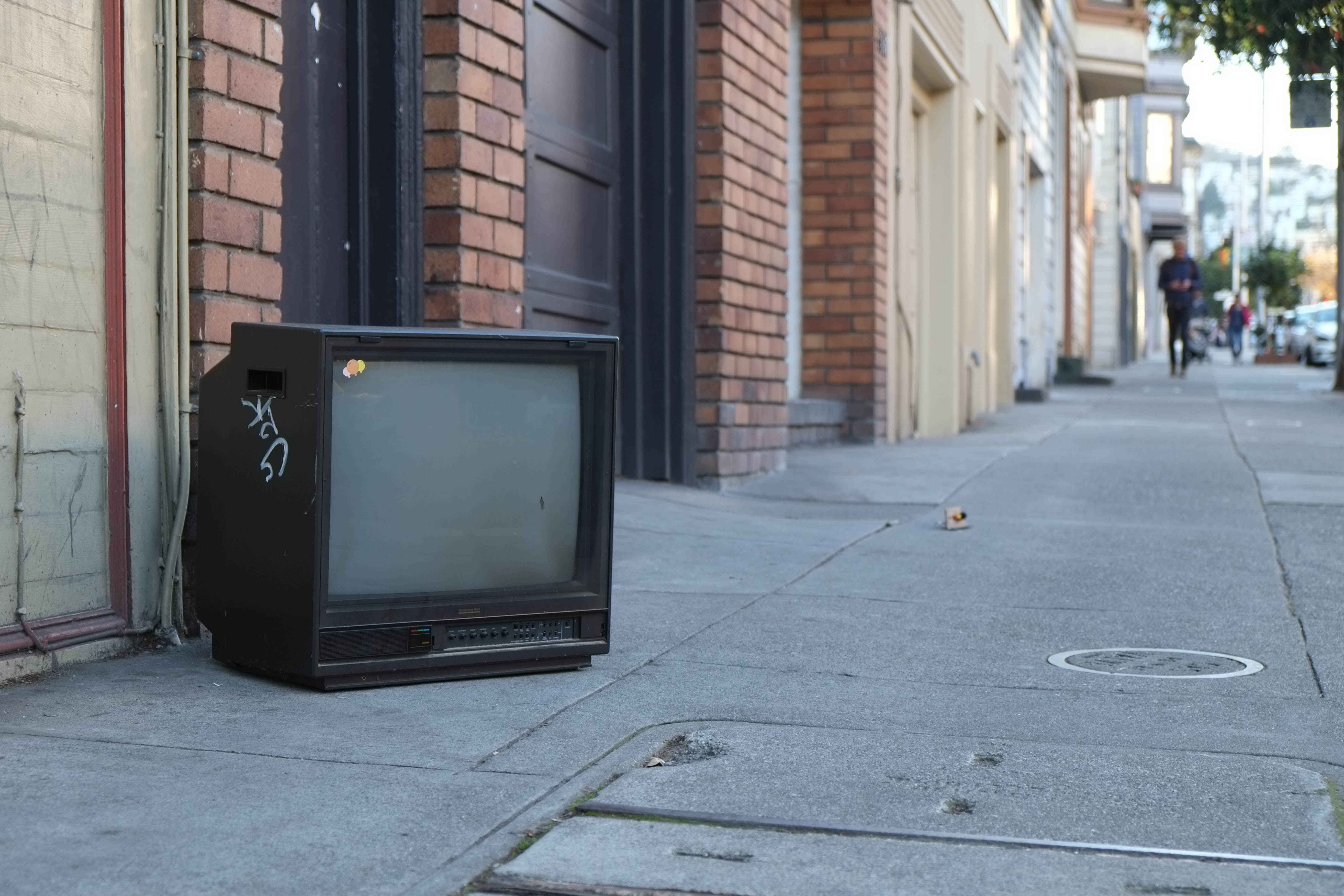
تلویزیونی که در یک پیاده‌رو دور انداخته شده است

کرب ماینینگ (به انگلیسی: Curb Mining)؛ در ترجمۀ لغوی به مفهوم «استخراج از حاشیۀ خیابان» است. به عمل نجات لوازم، وسایل الکترونیکی، اثاث و آثار هنری اطلاق می‌شود که در خیابان («کنار پیاده‌رو» Curbside) دور ریخته شده‌اند. در شهرهای سرتاسر جهان، مردم اغلب اثاثیه و سایر وسایل ناخواسته را با گذاشتن آن‌ها در پیاده‌رو برای استفادۀ دیگران، دور می‌ریزند.

## اصطلاح‌شناسی
اصطلاحات مشابه کرب ماینینگ شامل «زباله‌گردی» و «فریگانیسم» هستند. در ژوئن ۲۰۰۷ میلادی، نیویورک تایمز نوشت:
«فریگان‌ها» لاشخورهای جهان توسعه یافته هستند که با ضایعات مصرف‌کنندگان زندگی می‌کنند تا حمایت خود را از شرکت‌ها و تأثیر آن‌ها بر روی کره زمین به حداقل برسانند و از آنچه به عنوان مصرف‌گرایی خارج از کنترل می‌بینند فاصله بگیرند. آن‌ها در سطل‌های زبالۀ سوپرمارکت‌ها جستجو می‌کنند و محصولات کمی کبود شده یا کنسروهای منقضی شده را که به‌ طور معمول بیرون ریخته می‌شوند، می‌خورند و دربارۀ اهدای غذای اضافی از فروشگاه‌ها و رستوران‌های دلسوز، با آنان مذاکره می‌کنند. آن‌ها لباس‌های نازک می‌پوشند و خانه‌های خود را با وسایلی که در خیابان می‌یابند، تجهیز می‌کنند.— استیون کوروتز، 

## استفاده-مجدد و بازیافت
در بسیاری از حوزه‌های قضایی، مالکیت زباله‌های خانگی پس از قرار دادن آن‌ها در ظرفی برای جمع‌آوری تغییر می‌کند؛ بنابراین زباله‌گردی غیرقانونی است (اگرچه به ندرت اجرا می‌شود). ماینینگ محدود به این دلیل است که اقلام ارائه شده هنوز (به معنای قانونی) در جریان «ضایعات» قرار نگرفته‌اند، بنابراین مالکیت آن‌ها هنوز منتقل نشده است. اغلب کرب ماینینگ قانونی است، اما زباله‌گردی غیرقانونی است.
برخی از کشورها —به ویژه آلمان، ژاپن و بسیاری از مناطق اصلی اروپای غربی— سنت طولانی دارند که اقلامی که در خارج قرار می‌گیرند، به‌ طور خاص برای استفادۀ مجدد توسط دیگران در نظر گرفته می‌شوند. ممکن است یک روز مشخص از هفته یا ماه، متمایز از زمان جمع‌آوری زباله‌های معمولی، برای تشویق این امر نیز وجود داشته باشد.

## بازاریابی
پدیدۀ شهری کرب ماینینگ توسط شرکت‌های مختلف برای بازاریابی تجربی استفاده شده است. استراتژی ایجاد آگاهی از یک محصول با توزیع رایگان آن است. در سال ۲۰۰۹ میلادی، آژانس تبلیغاتی «مونو» و طراح مبلمان مدرن «بلو دات» آزمایشی را انجام دادند تا ببینند اگر ۲۵ صندلی «بلو دات» را در خیابان رها کنند تا «کرب ماینرها» پیدا کنند، چه اتفاقی می‌افتد. آن‌ها دستگاه‌های جی‌پی‌اسی را به صندلی‌ها وصل می‌کردند که پس از برداشتن و جابجایی صندلی‌ها فعال می‌شدند. سپس صندلی‌ها به خانه‌های صاحبان جدید منتقل شدند، جایی که تعداد انگشت شماری از آن‌ها برای یک مستند مصاحبه شدند.